# Associazione Sportiva Bari 2012-2013
Questa voce raccoglie le informazioni riguardanti l'Associazione Sportiva Bari nelle competizioni ufficiali della stagione 2012-2013.

## Stagione
L'estate del 2012 vede l'A.S. Bari patteggiare nelle indagini di "Scommessopoli", ricevendo una penalizzazione di 5 punti in classifica da scontare in questo torneo e un'ammenda di 80.000 euro. La società si trova in una negativa situazione finanziaria, alcuni giocatori e l'allenatore Vincenzo Torrente subiscono una riduzione degli stipendi e viene dichiarato che il budget per il mercato estivo non supererà i 4 milioni di euro. Torrente rinnova il contratto di un anno. Prima la dirigenza, poi Torrente chiariscono che nella stagione 2012-2013 l'obiettivo è la salvezza. Lo Stadio San Nicola in estate risulta bisognoso di manutenzione e con il prato giudicato inadeguato. Il sindaco Michele Emiliano dichiara la disponibilità del Comune a collaborare per risolvere questi problemi di manutenzione dello Stadio e sostiene che, secondo lui, l'unica via alla definitiva risoluzione dei problemi del Bari è la vendita dell'intero pacchetto azionario.
Anche a causa delle carenze finanziarie, si punta a costruire una squadra giovane. Sei atleti della stagione passata, lasciano i biancorossi una volta scaduto il prestito. Arrivano tra gli altri il ventiquattrenne centrocampista Daniele Sciaudone (svincolato dal Taranto) e la punta Antimo Iunco (che dice in un'intervista "di essere arrivato di corsa al Bari, per la sua storia e il suo blasone" e "d'aver accettato la decurtazione dello stipendio per sua scelta e senza problemi").
Il ritiro estivo si svolge ad Alfedena, in Abruzzo, dal 16 al 31 luglio del 2012. Qui Torrente, oltre a ripetere gli schemi del suo collaudato 4-3-3 mette a punto un nuovo 3-4-3, che considera un'interessante alternativa. I galletti utilizzano il nuovo modulo nella prima gara ufficiale della stagione, giocata a Perugia (a causa della palese inagibilità del San Nicola) e valida per il 2º turno preliminare di Coppa Italia; in Umbria, dopo essere rimasto in nove per due espulsioni, il Bari perde per 4-1 ai tempi supplementari ed esce dalla competizione.
La stagione parte con 7 punti di penalizzazione e una squadra costruita di giovani (Sciaudone, Fedato, Albadoro, Sabelli e il barese Bellomo). Il Bari vince le prime tre gare di campionato eliminando così subito la penalizzazione in classifica. I biancorossi giocano una gara positiva anche contro la capolista Sassuolo, con cui ottengono un 3-3 casalingo. La situazione peggiora tra fine gennaio e marzo, quando la squadra cala di rendimento e scende fino alla terz'ultima posizione di classifica.
Da Vicenza in poi, grazie anche ai gol di Francesco Caputo che arriva a 17 reti stagionali, e al ritorno di Ghezzal in campo, il Bari risale in classifica e si salva con due giornate d'anticipo, finendo decimo.
Nel frattempo l'imprenditore barese Paolo Montemurro, coadiuvato dal collega napoletano Rapullino, cerca di rilevare il Bari, data anche la manifestata intenzione dei Matarrese di lasciare il club.

## Divise e sponsor
| Prima divisa | Seconda Divisa | Terza Divisa |

Sponsor: Fashion District

## Organigramma societario
Area direttiva
- Presidente: Francesco Vinella (amministratore unico)
- Direttore generale: Claudio Garzelli

Area organizzativa
- Segretario generale: Pietro Doronzo
- Team manager: Claudio Vino

Area comunicazione
- Responsabile area comunicazione: Master Group Sport
- Ufficio stampa: Fabio Foglianese

Area marketing
- Ufficio marketing: Master Group Sport

Area tecnica
- Direttore sportivo: Guido Angelozzi
- Allenatore: Vincenzo Torrente
- Vice allenatore: Nunzio Zavettieri
- Preparatore atletico: Romano Mengoni
- Collaboratore preparatore atletico: Onofrio Curione
- Preparatore dei portieri: Giovanni Pascolini

Settore Giovanile
- Direttore sportivo: Giuseppe Geria
- Allenatore Primavera: Federico Giampaolo
- Allenatore Allievi Nazionali: Francesco Passiatore
- Preparatore atletico: Giancarlo Curione
- Preparatore dei portieri: Giuseppe Alberga

Area sanitaria
- Responsabile sanitario: Antonio Riggio
- Medici sociali: Sebastiano Lopiano, Massimo De Prezzo
- Fisioterapista|Fisioterapisti: Marco Vespasiani, Raffaele Petrone, Francesco Smargiassi

## Rosa
Aggiornata al 9 marzo 2013.
| N. |                     | Ruolo | Calciatore          |
| -- | ------------------- | ----- | ------------------- |
| 1  | Italia (bandiera)   | P     | Eugenio Lamanna     |
| 2  | Italia (bandiera)   | D     | Stefano Sabelli     |
| 3  | Brasile (bandiera)  | D     | Claiton             |
| 4  | Italia (bandiera)   | C     | Marco Romizi        |
| 5  | Italia (bandiera)   | D     | Martino Borghese    |
| 6  | Italia (bandiera)   | C     | Idriz Toskic        |
| 7  | Italia (bandiera)   | C     | Cristian Galano     |
| 8  | Italia (bandiera)   | C     | Daniele Sciaudone   |
| 9  | Italia (bandiera)   | A     | Francesco Grandolfo |
| 10 | Italia (bandiera)   | C     | Nicola Bellomo      |
| 11 | Italia (bandiera)   | A     | Diego Albadoro      |
| 12 | Romania (bandiera)  | P     | Alexandru Pena      |
| 13 | Italia (bandiera)   | A     | Armando Visconti    |
| 14 | Uruguay (bandiera)  | D     | Diego Polenta       |
| 15 | Italia (bandiera)   | A     | Anthony Partipilo   |
| 16 | Paraguay (bandiera) | C     | Rivaldo González    |
| 17 | Albania (bandiera)  | C     | Fatmir Hysenbelliu  |

| N. |                               | Ruolo | Calciatore                  |
| -- | ----------------------------- | ----- | --------------------------- |
| 17 | Costa d'Avorio (bandiera)     | A     | Gadji Tallo                 |
| 18 | Italia (bandiera)             | A     | Francesco Caputo (capitano) |
| 19 | Italia (bandiera)             | A     | Francesco Fedato            |
| 20 | Macedonia del Nord (bandiera) | D     | Stefan Ristovski            |
| 21 | Italia (bandiera)             | C     | Roberto Falagario           |
| 21 | Algeria (bandiera)            | A     | Abdelkader Ghezzal          |
| 22 | Italia (bandiera)             | P     | Vincenzo Pentimone          |
| 22 | Italia (bandiera)             | P     | Paolo Vicino                |
| 23 | Italia (bandiera)             | D     | Luca Ceppitelli             |
| 24 | Uruguay (bandiera)            | C     | Gustavo Aprile              |
| 25 | Italia (bandiera)             | A     | Marino Defendi              |
| 26 | Italia (bandiera)             | D     | Errico Altobello            |
| 27 | Italia (bandiera)             | A     | Antimo Iunco                |
| 28 | Italia (bandiera)             | D     | Vincenzo Chiochia           |
| 29 | Ungheria (bandiera)           | C     | Attila Filkor               |
| 29 | Italia (bandiera)             | D     | Andrea Rossi                |
| 30 | Italia (bandiera)             | C     | Andrea De Falco             |

## Calciomercato

### Sessione estiva(dall'1/7 al 31/8)
| Acquisti | Acquisti            | Acquisti    | Acquisti          |
| R.       | Nome                | da          | Modalità          |
| -------- | ------------------- | ----------- | ----------------- |
| P        | Alexandru Pena      | Roma        | definitivo        |
| D        | Stefano Sabelli     | Roma        | prestito          |
| D        | Stefan Ristovski    | Parma       | prestito          |
| D        | Vincenzo Chiochia   | -           | definitivo        |
| D        | Errico Altobello    | Portogruaro | fine prestito     |
| C        | Armando Visconti    | Vibonese    | fine prestito     |
| C        | Adrian Stoian       | Roma        | comproprietà      |
| C        | Attila Filkor       | Milan       | prestito          |
| C        | Daniele Sciaudone   | -           | definitivo        |
| C        | Gustavo Aprile      | Bella Vista | definitivo        |
| C        | Andrea De Falco     | Chievo      | compartecipazione |
| A        | Abdelkader Ghezzal  | Levante     | fine prestito     |
| A        | Francesco Fedato    | Lucchese    | compartecipazione |
| A        | Francesco Grandolfo | Chievo      | fine prestito     |
| A        | Antimo Iunco        | Chievo      | prestito          |

| Cessioni | Cessioni              | Cessioni     | Cessioni      |
| R.       | Nome                  | a            | Modalità      |
| -------- | --------------------- | ------------ | ------------- |
| P        | Jan Koprivec          | Udinese      | fine prestito |
| D        | Luís Pedro Cavanda    | Lazio        | fine prestito |
| D        | Alessandro Crescenzi  | Roma         | fine prestito |
| D        | Agostino Garofalo     | Siena        | fine prestito |
| D        | Federico Masi         | Venezia      | prestito      |
| C        | Manuel Scavone        | Pro Vercelli | definitivo    |
| C        | Ádám Simon            | Palermo      | fine prestito |
| C        | Mariano Bogliacino    | Lecce        | definitivo    |
| C        | Adrian Stoian         | Roma         | definitivo    |
| A        | Vitalij Kutuzov       | -            | svincolato    |
| A        | Fernando Forestieri   | Udinese      | fine prestito |
| A        | José Ignacio Castillo | -            | svincolato    |

### Sessione invernale(dal 3/1 al 31/1)
| Acquisti | Acquisti     | Acquisti | Acquisti |
| R.       | Nome         | da       | Modalità |
| -------- | ------------ | -------- | -------- |
| A        | Gadji Tallo  | Roma     | prestito |
| D        | Andrea Rossi | Cesena   | prestito |

| Cessioni | Cessioni         | Cessioni     | Cessioni   |
| R.       | Nome             | a            | Modalità   |
| -------- | ---------------- | ------------ | ---------- |
| D        | Martino Borghese | Pro Vercelli | definitivo |

## Risultati

### Serie B

#### Girone di andata
| Arbitro: | Manganiello (Pinerolo) |

|                           |           |                    |
| Ceppitelli 10’ Caputo 62’ | Marcatori | 46’ (aut.) Claiton |

| Arbitro: | Merchiori (Ferrara) |

|            |           |                                       |
| Faísca 15’ | Marcatori | 64’ Claiton 86’ Ceppitelli 89’ Galano |

| Arbitro: | Fabbri (Ravenna) |

|                     |           |  |
| Iunco 1’ Caputo 28’ | Marcatori |  |

| Arbitro: | Giancola (Vasto) |

|                     |           |                           |
| Ebagua 54’ Koné 81’ | Marcatori | 87’ Caputo 90+1’ Borghese |

| Crotone 22 settembre 2012, ore 15:00 CEST 5ª giornata | Crotone              | 0 – 0 referto | Bari | Stadio Ezio Scida (3548 spett.)\| Arbitro: \| Pairetto (Nichelino) \| |
| Arbitro:                                              | Pairetto (Nichelino) |               |      |                                                                       |

| Arbitro: | Borriello (Mantova) |

|                 |           |            |
| Bellomo 8’, 66’ | Marcatori | 73’ Appelt |

| Arbitro: | Ostinelli (Como) |

|             |           |  |
| Bojinov 88’ | Marcatori |  |

| Arbitro: | La Penna (Roma) |

|             |           |  |
| Bellomo 49’ | Marcatori |  |

| Arbitro: | Castrignanò (Roma) |

|                  |           |            |
| Mbakogu 16’, 75’ | Marcatori | 54’ Caputo |

| Arbitro: | Tommasi (Bassano del Grappa) |

|            |           |             |
| Galano 44’ | Marcatori | 15’ Daprelà |

| Arbitro: | Gavillucci (Latina) |

|              |           |               |
| Granoche 53’ | Marcatori | 56’ Sciaudone |

| Arbitro: | Palazzino (Ciampino) |

|                        |           |                                    |
| Claiton 3’ Bellomo 22’ | Marcatori | 57’ Tavano 73’ Pratali 86’ Tonelli |

| Arbitro: | Mariani (Aprilia) |

|                                     |           |            |
| Dionisi 6’ (rig.) Schiattarella 58’ | Marcatori | 72’ Fedato |

| Arbitro: | Ostinelli (Como) |

|  |           |          |
|  | Marcatori | 71’ Comi |

| Arbitro: | La Penna (Roma) |

|  |           |                                      |
|  | Marcatori | 30’ Sciaudone 34’, 51’ (rig.) Caputo |

| Arbitro: | Fabbri (Ravenna) |

|                               |           |  |
| Caputo 64’ (rig.), 88’ (rig.) | Marcatori |  |

| Arbitro: | Baracani (Firenze) |

|                             |           |                                           |
| Polenta 33’ Galano 35’, 61’ | Marcatori | 18’ Missiroli 36’ Catellani 68’ Terranova |

| Arbitro: | Gavillucci (Latina) |

|                                   |           |                           |
| Di Gennaro 40’ Sansovini 56’, 72’ | Marcatori | 58’ Ceppitelli 79’ Caputo |

| Arbitro: | Tommasi (Bassano del Grappa) |

|            |           |                                               |
| Fedato 65’ | Marcatori | 47’ Buzzegoli 58’ Mehmeti 74’ (rig.) González |

| Arbitro: | Merchiori (Ferrara) |

|           |           |             |
| Defrel 3’ | Marcatori | 48’ Bellomo |

| Arbitro: | Di Paolo (Avezzano) |

|              |           |  |
| Fedato 90+4’ | Marcatori |  |

#### Girone di ritorno
| Arbitro: | Pasqua (Tivoli) |

|          |           |             |
| Maah 13’ | Marcatori | 54’ Bellomo |

| Arbitro: | Roca (Foggia) |

|  |           |          |
|  | Marcatori | 15’ Zaza |

| Terni 2 febbraio 2013, ore 15:00 CET 24ª giornata | Ternana              | 0 – 0 referto | Bari | Stadio Libero Liberati (5359 spett.)\| Arbitro: \| Pairetto (Nichelino) \| |
| Arbitro:                                          | Pairetto (Nichelino) |               |      |                                                                            |

| Arbitro: | Cervellera (Taranto) |

|  |           |            |
|  | Marcatori | 12’ Pucino |

| Bari 16 febbraio 2013, ore 15:00 CET 26ª giornata | Bari            | 0 – 0 referto | Crotone | Stadio San Nicola (6022 spett.)\| Arbitro: \| La Penna (Roma) \| |
| Arbitro:                                          | La Penna (Roma) |               |         |                                                                  |

| Arbitro: | Irrati (Pistoia) |

|                        |           |            |
| Modolo 55’ Ragatzu 65’ | Marcatori | 22’ Caputo |

| Arbitro: | Baracani (Firenze) |

|  |           |                     |
|  | Marcatori | 28’, 90+2’ Martinho |

| Arbitro: | Mariani (Aprilia) |

|  |           |           |
|  | Marcatori | 5’ Caputo |

| Arbitro: | Palazzino (Ciampino) |

|                |           |  |
| Tallo 52’, 82’ | Marcatori |  |

| Arbitro: | Pinzani (Empoli) |

|            |           |             |
| Corvia 54’ | Marcatori | 14’ Ghezzal |

| Arbitro: | Manganiello (Pinerolo) |

|                                    |           |  |
| Caputo 39’, 64’ (rig.) Ghezzal 44’ | Marcatori |  |

| Arbitro: | Candussio (Cervignano del Friuli) |

|  |           |            |
|  | Marcatori | 64’ Romizi |

| Arbitro: | Di Paolo (Avezzano) |

|            |           |                |
| Fedato 87’ | Marcatori | 15’ Belingheri |

| Arbitro: | Ciampi (Roma) |

|               |           |  |
| Di Michele 1’ | Marcatori |  |

| Arbitro: | Ostinelli (Como) |

|                                                |           |                                      |
| Sciaudone 50’ Caputo 63’ Defendi 67’ Tallo 68’ | Marcatori | 1’ Amenta 36’ Falcinelli 46’ Piccolo |

| Modena 16 aprile 2013, ore 20:45 CEST 37ª giornata | Modena             | 0 – 0 referto | Bari | Stadio Alberto Braglia (4699 spett.)\| Arbitro: \| Castrignanò (Roma) \| |
| Arbitro:                                           | Castrignanò (Roma) |               |      |                                                                          |

| Arbitro: | Giancola (Vasto) |

|                             |           |             |
| Pavoletti 23’ Terranova 79’ | Marcatori | 73’ Defendi |

| Arbitro: | Irrati (Pistoia) |

|                          |           |             |
| Sciaudone 34’ Fedato 64’ | Marcatori | 61’ Porcari |

| Arbitro: | Gavillucci (Latina) |

|  |           |            |
|  | Marcatori | 51’ Caputo |

| Arbitro: | La Penna (Roma) |

|                           |           |            |
| Caputo 88’ Ceppitelli 90’ | Marcatori | 67’ Morero |

| Arbitro: | Palazzino (Ciampino) |

|                                                       |           |                                      |
| Lupoli 18’ Coulibaly 49’ Piovaccari 65’ Fanciulli 84’ | Marcatori | 35’ Ceppitelli 42’ Caputo 46’ Fedato |

### Coppa Italia
| Arbitro: | Giancola (Vasto) |

|                                                |           |              |
| Clemente 43’ D. Ciofani 97’ Fabinho 109’, 112’ | Marcatori | 42’ Albadoro |

## Statistiche

### Statistiche di squadra
| Competizione | Punti | In casa | In casa | In casa | In casa | In casa | In casa | In trasferta | In trasferta | In trasferta | In trasferta | In trasferta | In trasferta | Totale | Totale | Totale | Totale | Totale | Totale | DR |
| Competizione | Punti | G       | V       | N       | P       | Gf      | Gs      | G            | V            | N            | P            | Gf           | Gs           | G      | V      | N      | P      | Gf     | Gs     | DR |
| ------------ | ----- | ------- | ------- | ------- | ------- | ------- | ------- | ------------ | ------------ | ------------ | ------------ | ------------ | ------------ | ------ | ------ | ------ | ------ | ------ | ------ | -- |
| Serie B      | 53    | 21      | 11      | 4       | 6       | 31      | 23      | 21           | 5            | 8            | 8            | 24           | 24           | 42     | 16     | 12     | 14     | 55     | 47     | +8 |
| Coppa Italia | -     | 0       | -       | -       | -       | -       | -       | 1            | 0            | 0            | 1            | 1            | 4            | 1      | 0      | 0      | 1      | 1      | 4      | -3 |
| Totale       | -     | 21      | 11      | 4       | 6       | 31      | 23      | 22           | 5            | 8            | 9            | 25           | 28           | 43     | 16     | 12     | 15     | 56     | 51     | +5 |

### Statistiche dei giocatori
| Giocatore      | Campionato | Campionato | Campionato  | Campionato | Coppa Italia | Coppa Italia | Coppa Italia | Coppa Italia | Totale   | Totale | Totale      | Totale     |
| Giocatore      | Presenze   | Reti       | Ammonizioni | Espulsioni | Presenze     | Reti         | Ammonizioni  | Espulsioni   | Presenze | Reti   | Ammonizioni | Espulsioni |
| -------------- | ---------- | ---------- | ----------- | ---------- | ------------ | ------------ | ------------ | ------------ | -------- | ------ | ----------- | ---------- |
| D. Albadoro    | 9          | 0          | 1           | 0          | 1            | 1            | 0            | 0            | 10       | 1      | 1           | 0          |
| E. Altobello   | 11         | 0          | 0           | 1          | 0            | 0            | 0            | 0            | 11       | 0      | 0           | 1          |
| G. Aprile      | 5          | 0          | 0           | 0          | 0            | 0            | 0            | 0            | 5        | 0      | 0           | 0          |
| N. Bellomo     | 35         | 6          | 8           | 2          | 0            | 0            | 0            | 0            | 35       | 6      | 8           | 2          |
| M. Borghese    | 13         | 1          | 3           | 0          | 1            | 0            | 0            | 0            | 14       | 1      | 3           | 0          |
| F. Caputo      | 36         | 17         | 4           | 1          | 1            | 0            | 0            | 1            | 37       | 17     | 4           | 2          |
| L. Ceppitelli  | 37         | 5          | 10          | 1          | 1            | 0            | 2            | 1            | 38       | 5      | 12          | 2          |
| V. Chiochia    | 0          | 0          | 0           | 0          | 0            | 0            | 0            | 0            | 0        | 0      | 0           | 0          |
| A. De Falco    | 16         | 0          | 2           | 0          | 0            | 0            | 0            | 0            | 16       | 0      | 2           | 0          |
| M. Defendi     | 35         | 2          | 4           | 1          | 1            | 0            | 0            | 0            | 36       | 2      | 4           | 1          |
| C. dos Santos  | 35         | 2          | 10          | 2          | 1            | 0            | 0            | 0            | 36       | 2      | 10          | 2          |
| R. Falagario   | 0          | 0          | 0           | 0          | 0            | 0            | 0            | 0            | 0        | 0      | 0           | 0          |
| F. Fedato      | 26         | 5          | 8           | 0          | 0            | 0            | 0            | 0            | 26       | 5      | 8           | 0          |
| A. Filkor      | 10         | 0          | 2           | 0          | 0            | 0            | 0            | 0            | 10       | 0      | 2           | 0          |
| C. Galano      | 29         | 4          | 2           | 0          | 1            | 0            | 0            | 0            | 30       | 4      | 2           | 0          |
| A. Ghezzal     | 17         | 2          | 4           | 0          | 0            | 0            | 0            | 0            | 17       | 2      | 4           | 0          |
| F. Grandolfo   | 6          | 0          | 0           | 0          | 0            | 0            | 0            | 0            | 6        | 0      | 0           | 0          |
| F. Hysenbelliu | 0          | 0          | 0           | 0          | 0            | 0            | 0            | 0            | 0        | 0      | 0           | 0          |
| A. Iunco       | 30         | 1          | 11          | 1          | 1            | 0            | 0            | 0            | 31       | 1      | 11          | 1          |
| E. Lamanna     | 40         | -42        | 1           | 0          | 0            | 0            | 0            | 0            | 40       | -42    | 1           | 0          |
| A. Partipilo   | 1          | 0          | 0           | 0          | 0            | 0            | 0            | 0            | 1        | 0      | 0           | 0          |
| V. Pentimone   | 0          | 0          | 0           | 0          | 0            | 0            | 0            | 0            | 0        | 0      | 0           | 0          |
| A. Pena        | 2          | -5         | 0           | 0          | 1            | -4           | 0            | 0            | 3        | -9     | 0           | 0          |
| D. Polenta     | 36         | 1          | 10          | 0          | 0            | 0            | 0            | 0            | 36       | 1      | 10          | 0          |
| S. Ristovski   | 19         | 0          | 4           | 0          | 1            | 0            | 0            | 0            | 20       | 0      | 4           | 0          |
| G. K. Rivaldo  | 3          | 0          | 1           | 0          | 1            | 0            | 1            | 0            | 4        | 0      | 2           | 0          |
| M. Romizi      | 28         | 1          | 12          | 1          | 1            | 0            | 0            | 0            | 29       | 1      | 12          | 1          |
| A. Rossi       | 16         | 0          | 0           | 1          | 0            | 0            | 0            | 0            | 16       | 0      | 0           | 1          |
| S. Sabelli     | 29         | 0          | 7           | 0          | 1            | 0            | 1            | 0            | 30       | 0      | 8           | 0          |
| D. Sciaudone   | 35         | 4          | 12          | 1          | 1            | 0            | 0            | 0            | 36       | 4      | 12          | 1          |
| G. Tallo       | 17         | 3          | 1           | 0          | 0            | 0            | 0            | 0            | 17       | 3      | 1           | 0          |
| I. Toskic      | 0          | 0          | 0           | 0          | 0            | 0            | 0            | 0            | 0        | 0      | 0           | 0          |
| P. Vicino      | 0          | 0          | 0           | 0          | 0            | 0            | 0            | 0            | 0        | 0      | 0           | 0          |
| A. Visconti    | 4          | 0          | 1           | 0          | 0            | 0            | 0            | 0            | 4        | 0      | 1           | 0          |